# 向井秀幸
向井 秀幸（むかい ひでゆき、1969年6月8日 - ）は、日本の研究者、教育者。

## 所属(過去の研究課題情報に基づく)
- 1996年度: 神戸大学, アイソトープ総合センター, 助教授
- 1997年度 – 1998年度: 神戸大学, 大学院・自然科学研究科, 助教授
- 1998年度: 神戸大学, 大学院自然科学研究科, 助教授
- 1999年度: 神戸大学, 自然科学研究科, 助教授
- 2000年度: 神戸大学, 自然科学研究科, 助教授
- 2001年度: バイオシグナル研究センター, 助教授
- 2002年度: 神戸大学, バイオシグナルセンター, 助教授
- 2002年度 – 2004年度: 神戸大学, 大学院・自然科学研究科, 助教授
- 2002年度 – 2006年度: 神戸大学, バイオシグナル研究センター, 助教授
- 2007年度: 神戸大学, 自然科学系先端融合研究環・バイオシグナル研究センター, 准教授
- 2007年度: 神戸大学, バイオシグナル研究センター, 准教授
- 2010年度: 神戸大学, 大学院・医学研究科, 准教授
- 2012年度: 神戸大学, 学内共同利用施設等, 准教授
- 2012年度: 神戸大学, 医学研究科, 准教授
- 2014年度: 神戸大学, 大学院医学研究科, 准教授
- 2010年度 – 2015年度: 神戸大学, バイオシグナル研究センター, 准教授
- 2017年度: 神戸大学, 医学系研究科, 准教授
- 2017年度 – 2019年度: 神戸大学, バイオシグナル総合研究センター, 准教授
- 2021年度: 神戸大学, バイオシグナル総合研究センター, 准教授

## 審査区分/研究分野
- 構造生物化学
- 機能生物化学
- 生物系
- 細胞生物学
- 生物分子科学
- 病態医化学
- 腫瘍生物学

## 著作
- 『Protein Kinase Technologies (Neuromethods (68)』. Humana. ISBN 978-16177982382012年（5月31日）